# Cychrus cylindricollis
Il cicro cilindricolle (Cychrus cylindricollis Pini, 1871) è una specie di coleottero Carabide della sottofamiglia dei Carabinae endemica dell'Italia, rinvenuta in Lombardia e nel Veneto occidentale.

## Descrizione
Il Cychrus cylindricollis può raggiungere una lunghezza di circa 22-25 millimetri. L'esoscheletro è di un nero brillante, con piccole striature irregolari e granulazione. La testa è lunga e stretta con una fronte piatta. Gli occhi sono piccoli e le antenne sono piuttosto lunghe. Il lungo protorace è quasi cilindrico. Le elitre sono globose, fuse insieme; il secondo paio di ali è atrofizzato. Le lunghe e sottili zampe nere sono adatte alla corsa.

## Distribuzione
Questo coleottero mangiatore di lumache è endemico delle Alpi italiane, tra il lago di Como e il lago di Garda. Vive ad un'altitudine di 1 800-2 000 metri sul livello del mare.

## Etologia
Il Cychrus cylindricollis ha abitudini notturne. Sia gli adulti che la larva si nutrono di piccoli gasteropodi. La testa e il torace stretti e allungati permettono a questo coleottero di penetrare nei gusci delle lumache.